# Walter Röhrl
Walter Röhrl (Regensburg, 1947. március 7.) német autóversenyző. Kétszeres rali-világbajnok (1980, 1982), pályafutása során 14 rali-világbajnoki futamot nyert.

## Pályafutása

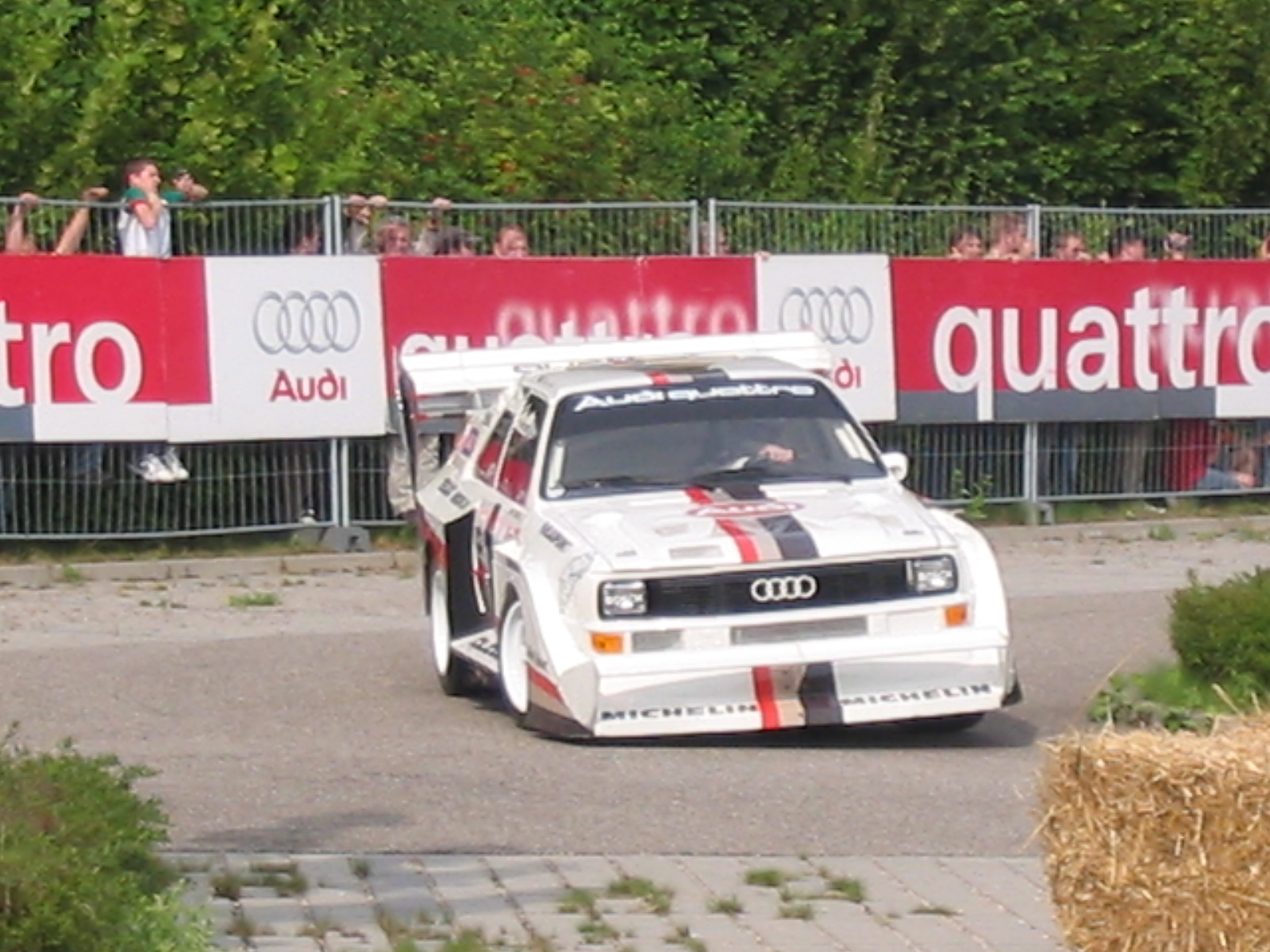
Audi Quattroban

1973-ban a Monte-Carlo-ralin debütált, 14 éven keresztül aktív résztvevője volt a világbajnokságnak. Megfordult a Fiat, Opel, Lancia és az Audi gyári csapataiban. Két bajnoki címet szerzett, 14 futamon győzött, 31-szer állt a dobogón, és 420 szakaszt nyert.